# Karl Otto (Stenograf)
Karl Otto (* 9. November 1910 in Ziebigk, Landkreis Dessau; † 24. April 1998 in Bielefeld) war ein deutscher Stenograf und Erfinder des Stenografiesystems „Einfache Stenografie“.

## Leben
Karl Otto wurde als Sohn eines städtischen Angestellten und späteren Stadtinspektors geboren. Seine Kindheit und Jugend verbrachte er in Ballenstedt am nördlichen Harz. 1917 wurde er eingeschult und wechselte 1920 auf die Realschule über, die er 1926 mit der Mittleren Reife abschloss. 1926 ging er auf die Oberrealschule in Quedlinburg. Nach dem Abitur im Jahre 1930 studierte Karl Otto an der Pädagogischen Akademie in Köthen in Anhalt. Nach der bestandenen Ersten Lehramtsprüfung 1932 erhielt er eine Planstelle an der Volksschule in Gernrode am nördlichen Harz. Nach der Zweiten Lehramtsprüfung meldete Karl Otto sich freiwillig aufs Land und erhielt eine Planstelle an der Volksschule in Poley an der Saale.
1938 absolvierte Karl Otto eine Acht-Wochen-Grundausbildung bei der FlaK in Dessau und dessen Vorort Kochstedt. Während der Sudetenkrise wurde er im Herbst 1938 kurzfristig zur Fliegerhorst-Kompanie in Bernburg eingezogen. Zum Beginn des Zweiten Weltkrieges im September 1939 wurde er erneut dorthin einberufen. Diese Einheit wurde im November 1939 nach Dęblin-Irena in Polen verlegt. Es erfolgten Versetzungen zum Fliegerausbildungsregiment Magdeburg-Ost und vor dem Russlandfeldzug nach Reims in Frankreich. An beiden Stationen war Karl Otto als Hilfspsychologe bei der Prüfung des fliegerischen Nachwuchses beschäftigt. Nach Auflösung dieser Dienststellen wurde er, da er ein sehr guter Stenograf war, als 1. Schreiber eingesetzt. Nach Kurzaufenthalten des zwischenzeitlichen Unteroffiziers Karl Otto in Dänemark und Hamburg wurde er in Munster in der Lüneburger Heide auf die Raketenwaffe umgeschult und als Batterietruppführer in Lothringen eingesetzt. Bald wurde Otto jedoch wieder zur Schreibstube abkommandiert und beendete den Krieg als Abteilungsschreiber.
Nach einem Jahr in amerikanischer Gefangenschaft wurde Karl Otto nach Oberbayern entlassen. 1951 zog er ins Ruhrgebiet nach Gladbeck um und war sofort wieder in seinem Beruf als Volksschullehrer tätig. 1957 wurde er zum Konrektor befördert. Aus familiären Gründen verließ Karl Otto 1967 Gladbeck und ließ sich in den Regierungsbezirk Detmold versetzen, wo sein jüngerer Sohn Musik studieren wollte. Otto wohnte nun in Bielefeld und übernahm als Hauptlehrer die Leitung einer Grundschule im Landkreis Bielefeld. Wenige Jahre später wurde er zum Rektor ernannt. Bis zu seiner Pensionierung lehrte er an dieser Schule.

## Wirken auf stenografischem Gebiet
Karl Otto kam erstmals 1922 mit der Stenografie in Berührung, als sein Vater, der später und bis zu seinem Tod im Jahre 1936 auch der Leiter des Stenografenvereins Ballenstedt war, ihm das System Stolze-Schrey beibrachte. Karl Otto wendete diese Schrift sehr bald in der Schule an. Einige Jahre später eignete er sich als Fahrschüler zur Oberrealschule im Zug die Deutsche Einheitskurzschrift (DEK) an. Nach seiner Meinung war dieses neue System (1924 geschaffen) schwieriger zu erlernen und schwieriger zu lesen als Stolze-Schrey. Im Stenografenverein Ballenstedt war er Mitglied der Jugendabteilung und interessierte sich besonders für Kurzschriftgeschichte und Systemtheorie von Kurzschriften. Als Oberprimaner an der Oberrealschule (entspricht heute der 13. Klasse) verfasste er mit dem Titel Ist eine Vereinfachung der Deutschen Einheitskurzschrift notwendig und möglich? eine Jahresarbeit. Da sich die Studienräte der Schule nicht in der Lage sahen, eine Facharbeit über ein stenografisches Thema sachgerecht beurteilen zu können, beschloss die Lehrerkonferenz einstimmig, die Arbeit dem preußischen Regierungssachverständigen für Kurzschrift, Oberstudiendirektor Kurt Dewischeit, in Halle an der Saale vorzulegen. Dieser bewertete die Arbeit mit der Note „Sehr gut“.
Während seines Lehrerstudiums stenografierte Karl Otto sämtliche Vorlesungen abwechselnd in Einheitskurzschrift und Stolze-Schrey. Noch vor der Zweiten Lehramtsprüfung führte er im Stenografenverein Ballenstedt einen Anfängerlehrgang für Erwachsene nach dem System Stolze-Schrey mit Erfolg durch. Nach der Gründung der Deutschen Stenografenschaft 1933 und der damit verbundenen zwangsweisen Auflösung der Stenografenvereine blieb er noch Mitglied im „Schriftwechselbund Stolze-Schrey“, der innerhalb der Deutschen Stenografenschaft weiter bestehen durfte. Allerdings durfte nach dem System Stolze-Schrey kein Anfängerunterricht mehr erteilt werden. Als dieses Verbot vorübergehend aufgehoben wurde, durfte Karl Otto an seiner Schule in Poley die Schüler des 6. bis 8. Schuljahres in Stolze-Schrey unterrichten. Mit dem Inkrafttreten der neuen Systemurkunde der Einheitskurzschrift gemäß der Systemreform von 1936 wurde das Unterrichtsverbot für andere Systeme wieder eingeführt.
Während des Krieges konnte Karl Otto seine stenografischen Kenntnisse und Fertigkeiten praktisch anwenden. Ihm wurde die stenografische Fortbildung der weiblichen Arbeitskräfte, die bei der Organisation Todt beschäftigt waren, übertragen. Außerdem erteilte er nach der Dienstzeit bei verschiedenen Kompanien Anfängerunterricht in der Deutschen Einheitskurzschrift. Schließlich war er an den verschiedenen Einsatzorten (vgl. oben) stets dort eingesetzt, wo es viel zu stenografieren gab (z. B. Niederschreiben psychologischer Berichte und Beurteilungen, Einsatz in Schreibstube, Aufnahme von Diktaten).
Als Karl Otto nach der amerikanischen Gefangenschaft nach Oberbayern gekommen war, besorgte er sich an einem Bahnhofskiosk ein Lehrbuch nach dem Stenografiesystem Scheithauer. Die leichte Erlernbarkeit faszinierte Otto. Er gründete daraufhin den 1933 aufgelösten „Stenografenbund Scheithauer“ neu und trat mit dem Systemerfinder Karl Scheithauer in Briefkontakt. Neben der Einfachheit des Systems fielen Otto aber auch die graphischen Mängel dieser Kurzschrift auf, die nach seiner Meinung ihre Ursache vor allem in dem zweistufigen Zeichen für den Mitlaut g hat. Die dadurch entstehenden zahlreichen hohen Wortbilder (so genannte „Kletterwörter“) überschreiten nach seiner Vorstellung zu oft den Schreibraum. Als Lehrer störte Otto auch, dass die phonetische Schreibung im System Scheithauer nach seiner Ansicht oft übertrieben wird.
Nach seiner Übersiedlung nach Gladbeck gründete Otto 1952 den „Kurzschriftverein Stolze-Schrey Gladbeck“ und unterrichtete im Verein wieder Schüler in Stolze-Schrey, die daraufhin an den Wettschreiben des „Westbundes Stolze-Schrey“ teilnahmen. Es wurden bis zu 200 Silben pro Minute erreicht. Problematisch war allerdings der Umlernzwang, da an den öffentlichen Schulen nur die Einheitskurzschrift unterrichtet werden durfte. Die Schüler in den Stolze-Schrey-Vereinen wurden folglich zunehmend weniger. Daraufhin gründete die Leitung des stolze-schreyschen Verbandes des Rhein-Ruhr-Kreises den intersystemalen „Allgemeinen Deutschen Stenografenbund“ (ADS) mit Sitz in Oberhausen im Rheinland, der Vereine verschiedener Stenografiesysteme aufnahm. Der Gladbecker Stolze-Schrey-Verein schloss sich sofort an und erteilte nun auch Unterricht in der Deutschen Einheitskurzschrift. Bei Wettschreiben wurden Geschwindigkeiten von über 200 Silben pro Minute erreicht. Nach dem Wegzug aus Gladbeck wurde Karl Otto zum Ehrenmitglied des ADS ernannt und erhielt für seine jahrelange erfolgreiche ehrenamtliche Arbeit die Ehrennadel des Verbandes. Schließlich entwickelte er das Kurzschriftsystem „Einfache Stenografie“ (ES). Zur historischen Entwicklung und Verbreitung s. u.
Auch nach seinem 80. Lebensjahr verwendete Karl Otto nach eigenem Bekunden die Kurzschrift bei seinen Aufzeichnungen und Notizen sowie in seinem umfangreichen Schriftverkehr. Dabei gebrauchte er die drei Systeme Stolze-Schrey, Einheitskurzschrift und die von ihm selbst entwickelte Einfache Stenografie je nach Kenntnissen der Briefpartner abwechselnd nebeneinander.

## „Einfache Stenografie“ von Karl Otto

### Entwicklung und Verbreitung
Karl Ottos Anliegen war die Schaffung einer Schrift, die auf der einen Seite leicht erlernbar war, aber andererseits hohe Wortbilder wie beim System Scheithauer vermieden werden sollten. Er strebte auch nach einem System ohne Verstärkung der Abstriche durch Druck als Symbol für bestimmte Selbstlaute (wie z. B. bei Gabelsberger, Stolze-Schrey oder der Deutschen Einheitskurzschrift). Als Ergebnis seiner Studien erschien 1959 in Düsseldorf ein erstes Lehrbuch der „Einfachen Stenografie“ (ES) mit dem Untertitel „Die moderne Kurzschrift für alle“. Der gesamte Lernstoff war in sechs Abschnitte eingeteilt. Bereits 1960 fanden Lehrgänge im Kurzschriftverein in Gladbeck für diejenigen statt, die in der Schule oder aus beruflichen Gründen nicht die Einheitskurzschrift erlernen mussten. Bis etwa 1970 entstanden außer in Gladbeck Stenografenvereine des Systems „Einfache Stenografie“ auch in Rotenburg a. d. Wümme, Lübeck, Lüneburg, Uelzen, Bielefeld, Haltern, Hamburg, Kiel, Osnabrück, Königslutter, Fulda u. a.
Der Lehrer Gundolf Alliger aus Gelnhausen gründete Mitte der 1960er Jahre den ES-Verlag und gab nun die gesamte Lern- und Fortbildungsliteratur der „Einfachen Stenografie“ heraus. Erich Gunkel aus Pinneberg fertigte Anpassungen für die spanische Sprache und für Esperanto an. In den folgenden Jahren erschienen in Zusammenarbeit mit Gundolf Alliger und teilweise auch anderen Verfassern verschiedene Fassungen der „Einfachen Stenografie“, so z. B. 1964. Ab 1975 war Alliger der alleinige Verfasser der verschiedenen Varianten der ES und veröffentlichte 1975 seine „Alligrafie“. 1978 schuf er auch eine Unterstufe der „Einfachen Stenografie“ sowie eine neue Verkehrsschrift. Außerdem veröffentlichte er zwei Oberstufen, nämlich mit vielen weiteren Kürzeln und Verkürzungen eine Geschäftsschrift für Geschwindigkeiten von 140 bis 200 Silben pro Minute und eine Redeschrift bis zu 400 Silben. Bei den verschiedenen Systemrevisionen nach 1959 erfolgte in einigen Fassungen jeweils ein erheblicher Austausch des Zeichenbestandes. 1980 veröffentlichten Karl Otto und Gundolf Alliger noch ein Lehrbuch einer „Vereinfachten Deutschen Einheitskurzschrift“, zu dem auch eine Systemurkunde und ein Kommentar zur Systemurkunde herausgegeben wurden.
Nach 1980 wurde es still um die ES, was sicherlich auch dem allgemeinen Rückgang des Interesses für Stenografie zuzuschreiben ist. Außerdem wurden andere Notizschriften mit dem Anspruch, noch einfacher zu sein, veröffentlicht.

### Kennzeichen des Systems
Nur wenige Mitlautzeichen (n und z) stimmen mit dem System Scheithauer, von dem sich Karl Otto vor allem wegen der extremen Einfachheit und buchstäblichen Selbstlautschreibung inspirieren ließ, überein. Dadurch wird eine bessere Zeilenmäßigkeit erreicht; hohe in die Zeile darunter oder darüber hineinragende Wortbilder werden reduziert. Die anderen Zeichen für Mitlaute und Mitlautfolgen entstammen mit gleichen Bedeutungen aus der Einheitskurzschrift oder aus dem System Stolze-Schrey. Weitere Zeichen sind aus den beiden von der Form her bekannt, haben jedoch andere Bedeutungen. Auf Unterlängen wird völlig verzichtet. Auch ein zweites t für t als Nachlaut fehlt. Dafür gibt es Mitlautfolgezeichen für st, cht, rt, nt, ft und kt. Die Mitlautzeichen werden meist unmittelbar miteinander verbunden. Falls dies graphisch problematisch ist, wird ein halbstufiger steiler Aufstrich oder ein kurzer Flachstrich eingefügt. l und r werden nach Gerade- und Linksausläufen vorgelegt (wie auch l in der Deutschen Einheitskurzschrift). Die oben rechts gebogenen und die unten links gebogenen Mitlautzeichen dürfen der besseren Verbindung wegen Schleifen erhalten.
Die Einfache Stenografie ist ein selbstlautschreibendes System wie z. B. Arends, Scheithauer und Julius Brauns. Die Selbstlaute werden grundsätzlich, also auch wenn ein Mitlaut folgt, durch 11 starre Auf- oder Flachstriche (äu = eu) buchstäblich bezeichnet (keine Andeutung am Mitlaut durch Verbindungsweite, Hoch- und Tiefstellung oder Verstärkung). Statt der gebogenen Aufstriche bei Scheithauer verwendet Otto jedoch Wellen wie in Ferdinand Schreys „Volksverkehrskurzschrift“ (VVK) von 1928. Die Mitlaute werden mit den Selbstlauten starr verbunden, das heißt, das folgende Zeichen wird da angesetzt, wo das vorhergehende Zeichen aufhört. Wenn zwei Selbstlaute aufeinander folgen und so Auf- und Flachstriche aufeinander treffen, werden sie durch einen halbstufigen Abstrich verbunden.
Die Einfache Stenografie hat in den Fassungen von 1959 und 1964 etwa 70 Kürzel, das heißt kurze Zeichen für die häufigsten Wörter und Silben. Das System ist zeilenunabhängig, beim Stenografieren sind keine Linien erforderlich. Dies ist möglich, weil es keine Zeichenformen für Kürzel gibt, die dann durch unterschiedliche Stellung im Schreibraum eine andere Bedeutung bekommen. Die Zeilenunabhängigkeit ist somit durchaus von großem Vorteil. Sie hat aber den Nachteil, dass bei hohen und sperrigen Wortbildern, die auch Karl Otto nicht völlig vermeiden konnte, der Schreiber erst überlegen muss, wo er mit dem Wort zu schreiben beginnt, um nicht auch in die Zeile darüber oder darunter hineinzukommen. In der Geschäftsschrift musste die Hoch- und Tiefstellung hinzugenommen werden, um genügend Kürze zu erzielen und um weitere Unterscheidungsmerkmale zu gewinnen. Verstärkungen gibt es im Kurzschriftsystem von Karl Otto keine, da diese bei der Verwendung des Kugelschreibers für die meisten Schreiber hinderlich und schreibhemmend sind.